# Западный блок (Холодная война)

Политическая ситуация в Европе во время Холодной войны

Западный блок — неформальный собирательный термин для блока стран-официальных союзников США во время холодной войны 1947—1991 годов. Государства-члены НАТО в Западной Европе и Северной Америке играли ключевую роль в блоке. Также в блок входили многие другие страны Азиатско-Тихоокеанского региона, Ближнего Востока, Латинской Америки и Африки, имеющие историю антисоветских, антикоммунистических, антисоциалистических настроений, идеологии и политики. Блок выступал против Советского Союза, членов Варшавского договора, Китайской Народной Республики. Название «Западный блок» возникло в ответ и как противоположность Восточному блоку. Западные средства массовой информации использовали клише свободный мир или «первый мир», тогда как Восточный блок часто называли «коммунистическим миром», Вторым миром.
В группе стратегических партнёров США находятся:
- страны НАТО
- "основные союзники вне НАТО, имеющие двусторонний договор с США о взаимных гарантиях безопасности и статус основного союзника вне НАТО
- «основные союзники вне НАТО второго типа» без двустороннего договора с США о взаимных гарантиях безопасности, но со статусом основного союзника вне НАТО
- прочие, не имеющие ни договора с США о взаимных гарантиях безопасности, ни статуса основного союзника вне НАТО, но заключившие с Соединёнными Штатами другие соглашения о взаимодействии в военно-политической сфере[1].

## 1947—1991 ассоциации Западного блока

### Страны НАТО
Обобщающий признак стран НАТО — наличие многостороннего договора с США о взаимных гарантиях безопасности. К 1970-х годам Франция вышла из НАТО.
- Бельгия*
- Канада*
- Дания*
- Франция*
- ФРГ(1955—1990)
- Греция (с 1952)
- Исландия*
- Италия*
- Люксембург*
- Нидерланды*
- Норвегия*
- Португалия*
- Испания (с 1982)
- Турция(с 1952)
- Великобритания*
- США*

*   основатели

### Пять глаз
- Австралия
- Канада
- Новая Зеландия
- Великобритания
- США

### АНЗЮС
Один из серии договоров (1949-1955), в котором Соединённые Штаты сформировали коллективный ответ на угрозу коммунизма во время холодной войны.
- Австралия
- Новая Зеландия
- США

### Антисоветские коммунистические или социалистические государства(до1989года)
- Китай (с 1961)
- Демократическая Кампучия (с 1978)
  -  Коалиционное правительство Демократической Кампучии (с 1982)
- Социалистическая Республика Румыния (с 1964)
- Социалистическая Федеративная Республика Югославия (с 1948)

### Договор о свободной ассоциации
- Маршалловы Острова
- Федеративные Штаты Микронезии
- Палау
- США

### МЕТО, Багдадский пакт, СЕНТО(до 1979 года)
- Иран Пехлеви (до 1979)
- Королевство Ирак (до 1958)
- Пакистан (до 1979)
- Турция (до 1979)
- Великобритания (до 1979)

### Договор Рио
- Аргентина
- Багамские Острова (с 1982)
- Боливия (до 2005)
- Бразилия
- Чили
- Колумбия
- Коста-Рика
- Республика Куба (1902—1959) (до 1959)
- Доминиканская Республика (до 1990)
- Эквадор (до 2012)
- Сальвадор
- Гватемала
- Гондурас
- Мексика
- Никарагуа приСемье Сомоса[англ.] (до 1979)
- Панама
- Парагвай
- Перу
- Тринидад и Тобаго (с 1967)
- США
- Уругвай
- Венесуэла (до 1999, с 2019 при Хуан Гуайдо)

### СЕАТО

Карта членов СЕАТО в 1959 году (показаны синим цветом).

- Австралия
- Первое королевство Камбоджи (1953—1970) (до 1956)
  -  Кхмерская Республика (1970—1975)
- Франция
- Королевство Лаос (до 1975)
- Новая Зеландия
- Пакистан
- Филиппины
- Южный Вьетнам (до 1975)
- Таиланд
- Великобритания
- США

### Регион Ближнего Востока/Северной Африки
- Исламская Республика Афганистан (2001—2021 гг.)
- Бахрейн
- Египет (с 1979 года)
- Иран Пехлеви (до 1979 г.)
- Баасистский Ирак (до 1990 года)
- Израиль
- Иордания
- Кувейт
- Ливан
- Ливия (до 1969, с 2011)
- Марокко
- Оман
- Катар
- Саудовская Аравия
- Сомали (с 1977 г.)
- Судан (1971—1985, 2019—2021)
- Сирийская оппозиция
- Тунис
- Турция (до 2009 г.)
- Объединенные Арабские Эмираты
- Йемен (правительство Хади)
  - Йеменская Арабская Республика (1962—1990)

### Партнеры из Азии, Юго-Восточной Азии и Океании
- Япония
- Южная Корея
- Тайвань
- Австралия
- Новая Зеландия
- Индия
- Пакистан
- Бутан
- Индонезия
- Филиппины
- Таиланд
- Малайзия
- Сингапур
- Бруней(с 1984)
- Вьетнам (с 1995)

### Другие
- Белоруссия (1991-1994)
- Босния и Герцеговина
- Республика Кипр
- Эфиопская империя (до 1974)
- Кхмерская Республика (1970—1975)
- Россия (1991-1999)
- Южно-Африканская Республика (1928) Апартеид
- Западный Берлин
- Заир
- Ирландия
- Швейцария

## Ассоциации Запада после 1991 года

### НАТО
- Албания (с 2009)
- Бельгия*
- Болгария (с 2004)
- Канада*
- Хорватия (с 2009)
- Чехия (с 1999)
- Дания*
- Эстония (с 2004)
- Финляндия (с 2023)
- Франция*
- Германия*
- Греция*
- Венгрия (с 1999)
- Исландия*
- Италия*
- Латвия (с 2004)
- Литва (с 2004)
- Люксембург*
- Черногория (с 2017)
- Нидерланды*
- Северная Македония (с 2020)
- Норвегия*
- Польша (с 1999)
- Португалия*
- Румыния (с 2004)
- Словакия (с 2004)
- Словения (с 2004)
- Испания*
- Швеция (с 2024)
- Турция*
- Великобритания*

- США*

*  были членами НАТО до 1991

### Основные союзники вне НАТО(MNNA)
- Австралия (с 1987)
- Египет (с 1987)
- Израиль (с 1987)
- Япония(с 1987)
- Южная Корея (с 1987)
- Иордания(с 1996)
- Новая Зеландия (с 1997)
- Аргентина (с 1998)
- Бахрейн(с 2002)
- Филиппины (с 2003)
- Таиланд (с 2003)
- Китайская Республика (Тайвань) (de facto) (с 2003)
- Кувейт(с 2004)
- Марокко (с 2004)
- Пакистан (с 2004)
- Исламская Республика Афганистан (2012—2021)
- Тунис(с 2015)
- Бразилия(с 2019)
- Колумбия (с 2022)
- Катар (с 2022)
- Кения (с 2024)

### Ближневосточные партнеры
- Бахрейн
- Египет
- Ирак (до 2004)
- Израиль
- Иордания
- Кувейт
- Марокко
- Катар
- Саудовская Аравия
- Судан (1971—1985, 2019—2021 гг.)
- Тунис
- Объединенные Арабские Эмираты

### Партнеры из Азии, Юго-Восточной Азии и Океании
- Япония
- Южная Корея
- Китайская Республика (Тайвань)
- Таиланд
- Новая Зеландия
- Филиппины
- Австралия
- Индия
- Пакистан
- Индонезия
- Монголия
- Малайзия
- Бруней
- Бутан
- Сингапур
- Вьетнам

### Межамериканские партнеры
- Аргентина
- Бразилия
- Чили
- Колумбия
- Коста-Рика
- Доминиканская Республика
- Эквадор
- Сальвадор
- Гватемала
- Гондурас
- Мексика
- Панама
- Парагвай
- Перу
- Уругвай

### Четырехсторонний диалог по безопасности
- США
- Индия
- Австралия
- Япония

### Другие
- Армения (с 2023)
- Азербайджан
- Австрия
- Андорра
- Багамские Острова
- Босния и Герцеговина
- Республика Кипр
- Грузия
- Ирландия
- Республика Косово
- Лихтенштейн
- Мальта
- Молдавия
- Монако
- Украина (с 2014)
- Сан-Марино
- Швейцария